# Ngwane V av Swaziland
Ngwane V, född 1876, var kung i Swaziland och var högste chef i landet från februari 1895 till sin död den 10 december 1899. Han är också omnämnd som Konung Bhunu.   
Ngwanes korta regeringstid var märkt av ökad spänning bland annat gentemot Storbritannien.
Kungen anklagades för att ha varit inblandad i dråpet av den högt uppsatte Mbhabha Nsibandze. Han frikändes, men fick betala stora böter för offentligt våld.
Den 10 december 1899, under Incwalaceremonin, dog plötsligt kungen, då bara 23 år. Hans död hölls hemlig för folket till dess att ceremonin var över.
Hans mor Labotsibeni Gwamile Mdluli styrde landet 1899-1921 till sonen Sobhuza II (född 1899) tog över.